# Dragrace
Dragrace is een tak van motor- en autosport waarbij twee coureurs vanuit stilstand tegen elkaar rijden over een korte afstand van meestal 1/4 (402 m) of 1/8 mijl (201 m).
De winnaar gaat door naar de volgende ronde. Ontstaan in Amerika uit de zogenaamde stoplichtsprintjes. Dragrace lijkt op motorsprint. De klassen waarin gereden wordt verschillen per continent en per land.
Met het oog op de veiligheid heeft de NHRA in 2008 de te racen afstand op de 1/4 mijl, teruggebracht naar 1000 ft (305 meter) voor de hoogste klasse Top fuel dragster.
De sport dient niet verward te worden met de talentenjacht/realityserie RuPaul's Drag Race en zijn spin-offs, die binnen kringen vaak ook als 'dragrace' worden aangeduid. De benaming van het programma is hier een woordgrap tussen de genderexpressie drag en de motor- en autosport.

## Motorfietsen

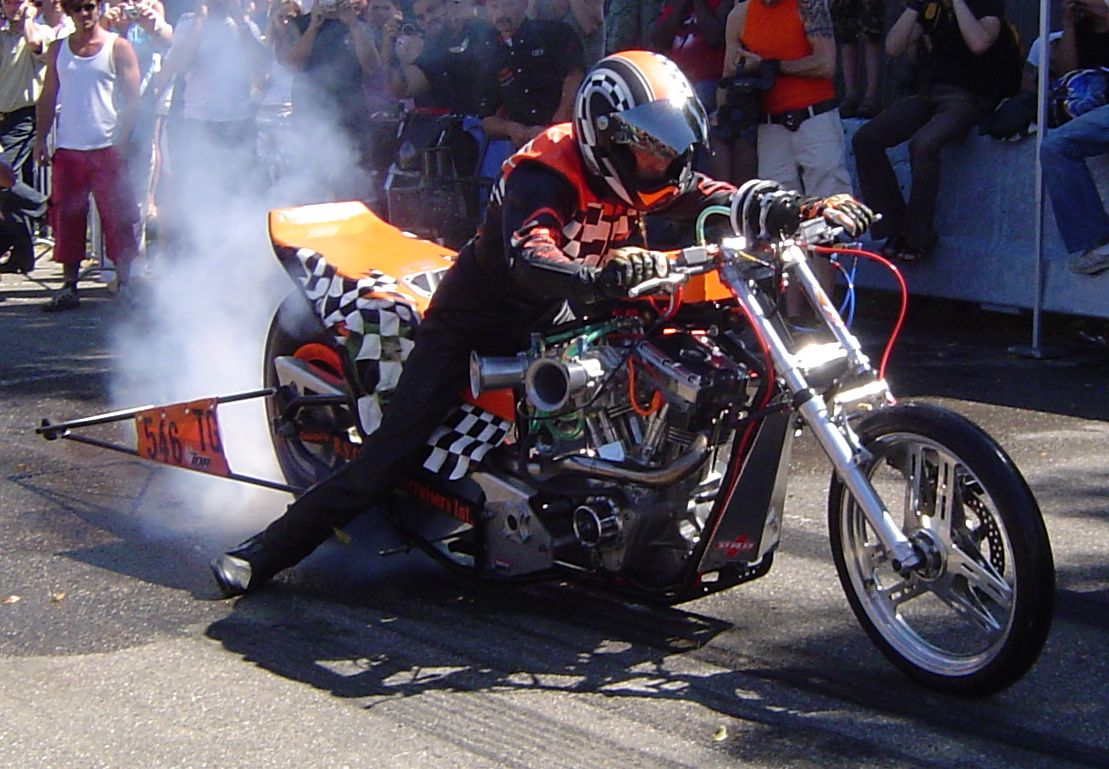

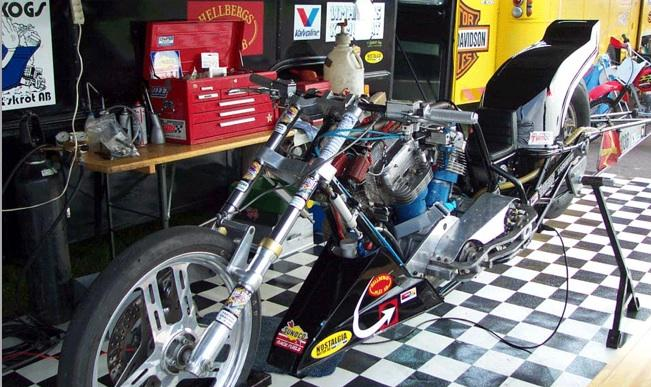

Een dragracemotor (die ook in de motorsprint wordt gebruikt) is zo gebouwd dat het eigenlijk geen motorfiets meer is. Maar omdat zijn bediening sterk gelijkt op die van de gewone straatmotor, valt hij toch onder de motorfietsen. Deze motor kan in tegenstelling met de GP-racer, enduro en trialmotor nooit op de openbare weg rijden, omdat zijn brandstof niet aan de pomp verkrijgbaar is en omdat een dragracemotorfiets alleen rechtdoor kan rijden.
Het motorblok is meestal afkomstig van een supersportmotor en is zo ver opgevoerd dat alleen de buitenkant er nog hetzelfde uitziet. Het blok zou nooit weer terug in het frame passen van de motor waar hij eigenlijk in thuis hoort. Heeft het blok standaard 140 pk, in de dragracing halen ze er ruim 250 pk uit, soms nog meer.
Zuigers worden in de zijwand doorboord met kleine gaatjes om ze voldoende smering te geven, niet om ze lichter te maken. Door de hitte zet de zuiger verder uit dan bij normaal gebruik. Dit wordt opgelost door de zuiger kleiner te houden dan wat normaal is voor die cilinder. Vandaar dat een dragracer goed warm moet lopen om een optimale prestatie te leveren. Door de druk in de cilinders kan benzine spontaan tot ontbranding komen voordat de zuiger in de ideale positie komt. Bij dragracing worden dan ook brandstoffen als methanol, alcohol en nitromethaan gebruikt, vaak in combinatie met lachgas.
Het frame wordt speciaal gebouwd om zo licht en zo sterk mogelijk te zijn, maar ook om zo laag mogelijk bij de grond te zijn. Hoe platter, hoe lager de luchtweerstand, hoe sneller de motor.
De voorband is net dik genoeg om de machine tijdens de run recht te houden. De achterband is breder en past bij het vermogen van de motor. Een te brede band levert meer rolweerstand op; als de band te smal is dan kan de motor zijn vermogen niet optimaal naar het asfalt overbrengen.
Na de Tweede Wereldoorlog kwamen er meer cilinders op motorfietsen, stalen cilinders werden lichtere aluminium cilinders, twee kleppen werden vier kleppen per cilinder. Fabrikanten zagen in dat deze sport een gelegenheid was om hun motoren met nieuwe materialen en technieken uit te testen in extreme omstandigheden, zodat ze later een productiemotorfiets van betere kwaliteit konden aanbieden. Daarom gingen de fabrikanten de sport sponsoren.
Tegenwoordig wordt er gebruikgemaakt van computers. De ideale stroomlijnkappen en luchtstromingen in de cilinders worden ermee berekend. Ook worden de brandstofinjectie en de ontsteking ermee gereguleerd.

## Klassen in de (motor) dragrace

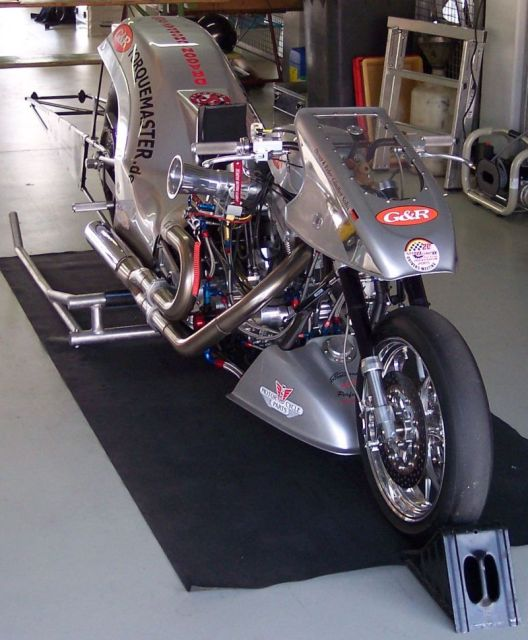
Torquemaster top fuel Harley-Davidson

- Junior Drag Bikes - Junior Drag Bikes rijden 1/8 mijl om de snelheden niet te hoog op te laten lopen. De 8-jarige deelnemers mogen niet sneller dan 12,9 seconden rijden en mogen maximaal 50 cc hebben, vanaf 11 jaar is dit 10,9 seconden en 125 cc, vanaf 14 jaar 8,9 seconden en 250 cc en de 16-jarigen mogen niet sneller dan 7,9 seconden met maximaal 500 cc. De Juniors mogen zowel op 2- als 4-taktmotoren rijden met 1 of 2 cilinders.
- Street Bike ET - Bracket klasse voor alle straatmotoren waarin 11 seconden of langzamer als bracket aangehouden moet worden.
- Street Bike - Klasse bestemd voor straatmotorfietsen met meestal 4 cilinders. De index waarbinnen de tijden moeten blijven is 10,50 s en langzamer.
- Ultimate Street Bike – Klasse eveneens bestemd voor straatmotorfietsen met meestal 4 cilinders, maar enkele aanpassingen aan de motor zijn toegestaan. De index voor deze klasse is 9,50 seconden en langzamer. Bij deze index-klassen is het niet toegestaan om sneller te rijden dan een vastgestelde index. Hierdoor blijven de kosten beperkt en de deelnemers zijn competitief.
- Super Street Bike - Klasse bij dragrace en sprint met wegmotoren. Verplicht: kenteken, normale wegbanden, benzine (gewone of C16). Verboden: wheeliebar. De klasse boven Ultimate Street Bike.
- Super Street Twin - Gelijk aan Super Street Bike, maar alleen voor tweecilinders. Deze klasse heette vroeger "Ultimate Street Twin".
- Super Twin Top Gas - Vrije klasse bij dragrace voor tweecilinders, vanaf 1992. Brandstof: benzine (meestal hoog oktaan C14 of C16). Voornamelijk Harley-Davidsons.
- Pro Stock - Klasse bij dragrace en sprint, waarbij de motoren enige gelijkenis moeten vertonen met standaard-machines en bijvoorbeeld speciale brandstoffen zijn verboden (met uitzondering van C14 of C16). Pro stocks moeten een minimum gewicht per 1000 cc hebben (afhankelijk van het type motorblok) en de achterband mag maximaal 9 inches (23 cm) breed zijn.
- Funny Bike – Bestemd voor alle soorten motorfietsen. Dit is een zeer vrije klasse, waarbij alle technieken zijn toegestaan en die niet in voorgaande klassen kunnen worden ondergebracht.
- Competition bikes - Vrije klasse bij dragrace en sprint. Deze klasse kent vaste index-tijden, die men dus niet zelf kan bepalen. Deze zijn opgenomen in een tabel en kunnen door middel van een bepaald systeem wijzigen.
- Super Twin Top Fuel - Vrije klasse bij dragrace voor tweecilinders, vanaf 1992. Voornamelijk Harley-Davidsons. Wordt ook wel Super Twins genoemd.
- Top Fuel - Snelste klasse bij dragraces. Top Fuel is de hoogste klasse. De brandstof is een mix van Nitromethaan en Methanol, met een maximum van 85% Nitromethaan. De machines worden ook wel Fuelers genoemd.

## Klassen in de (auto) dragrace

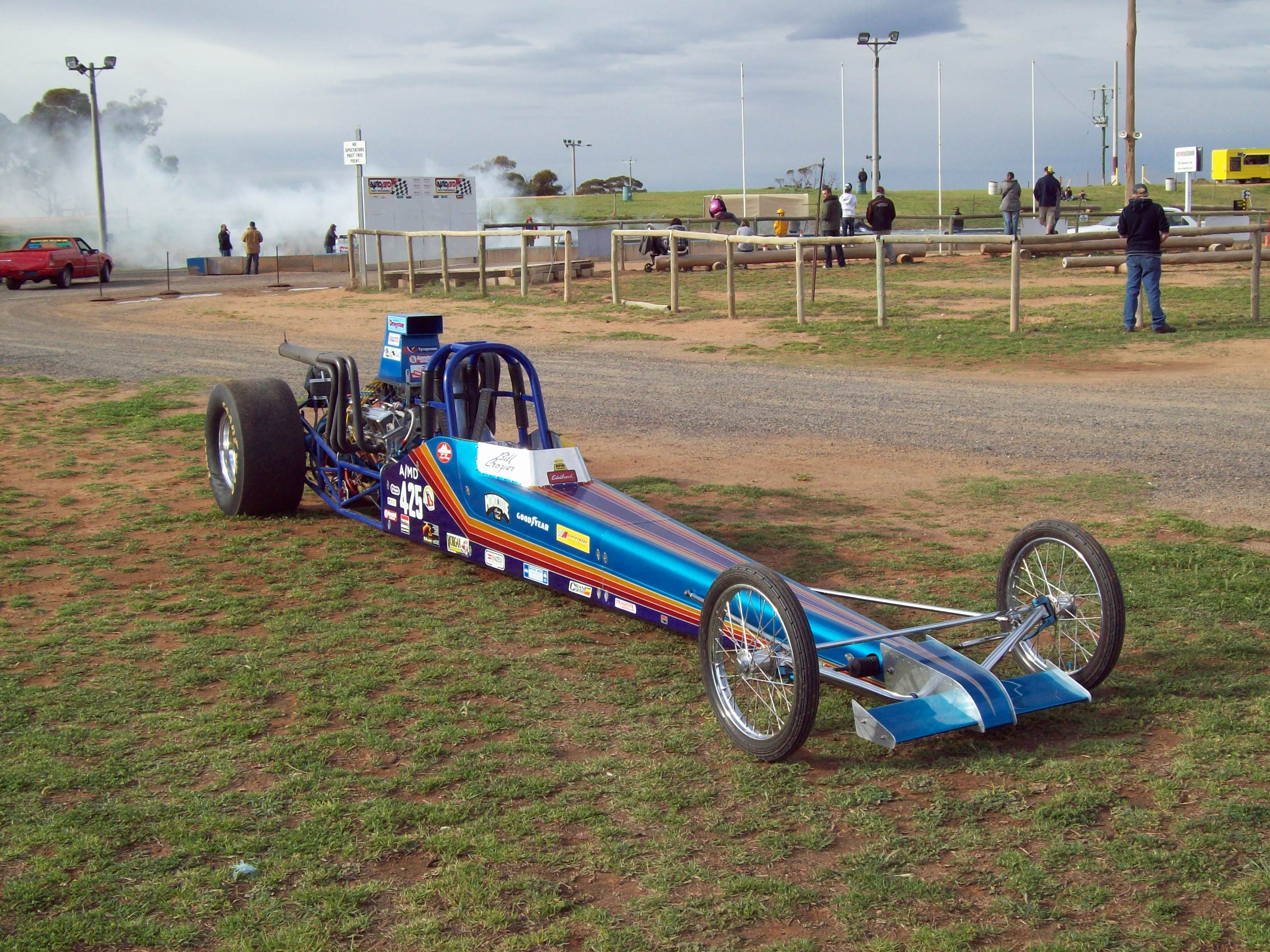
Dragster

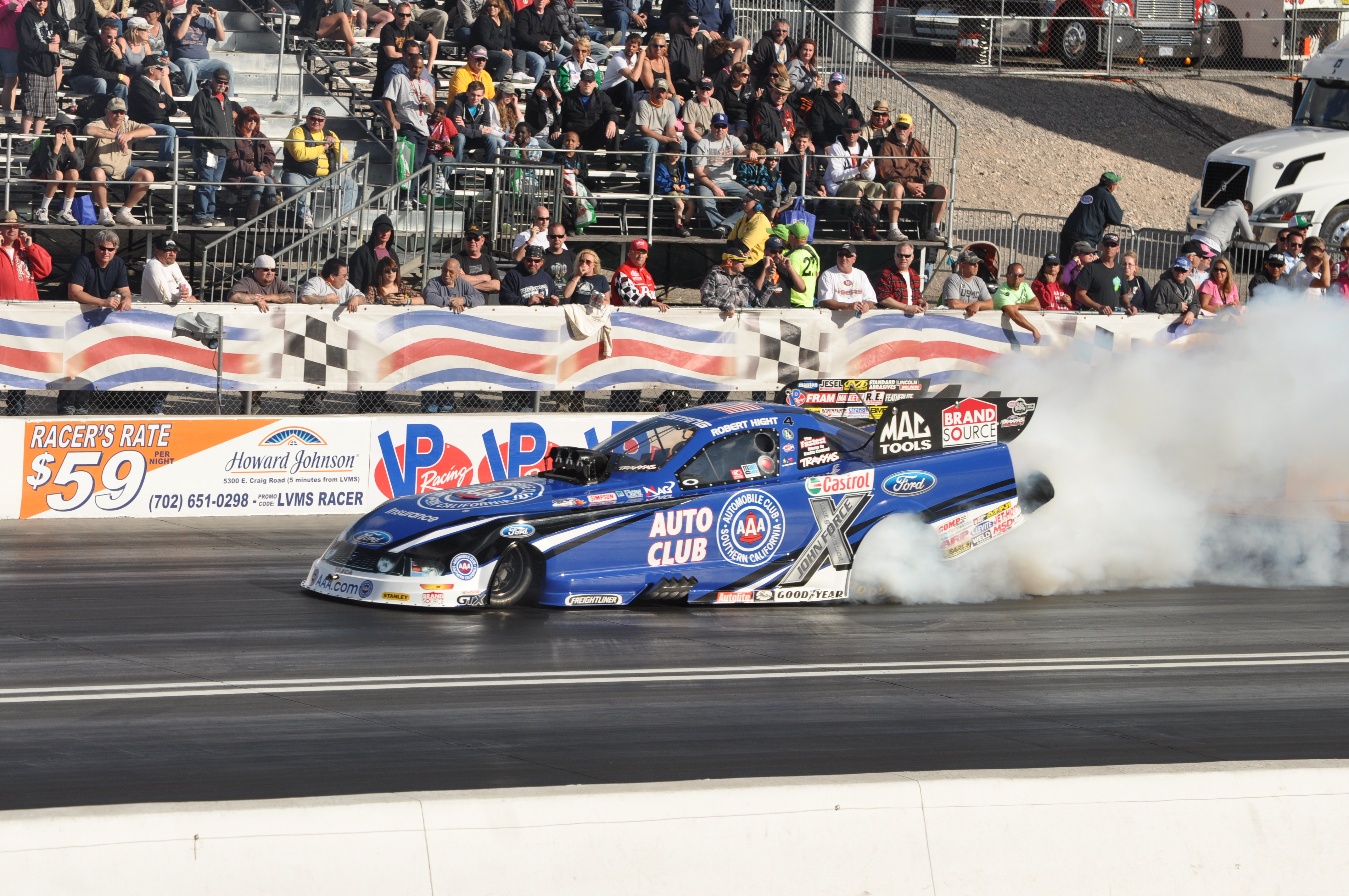
Funny Car

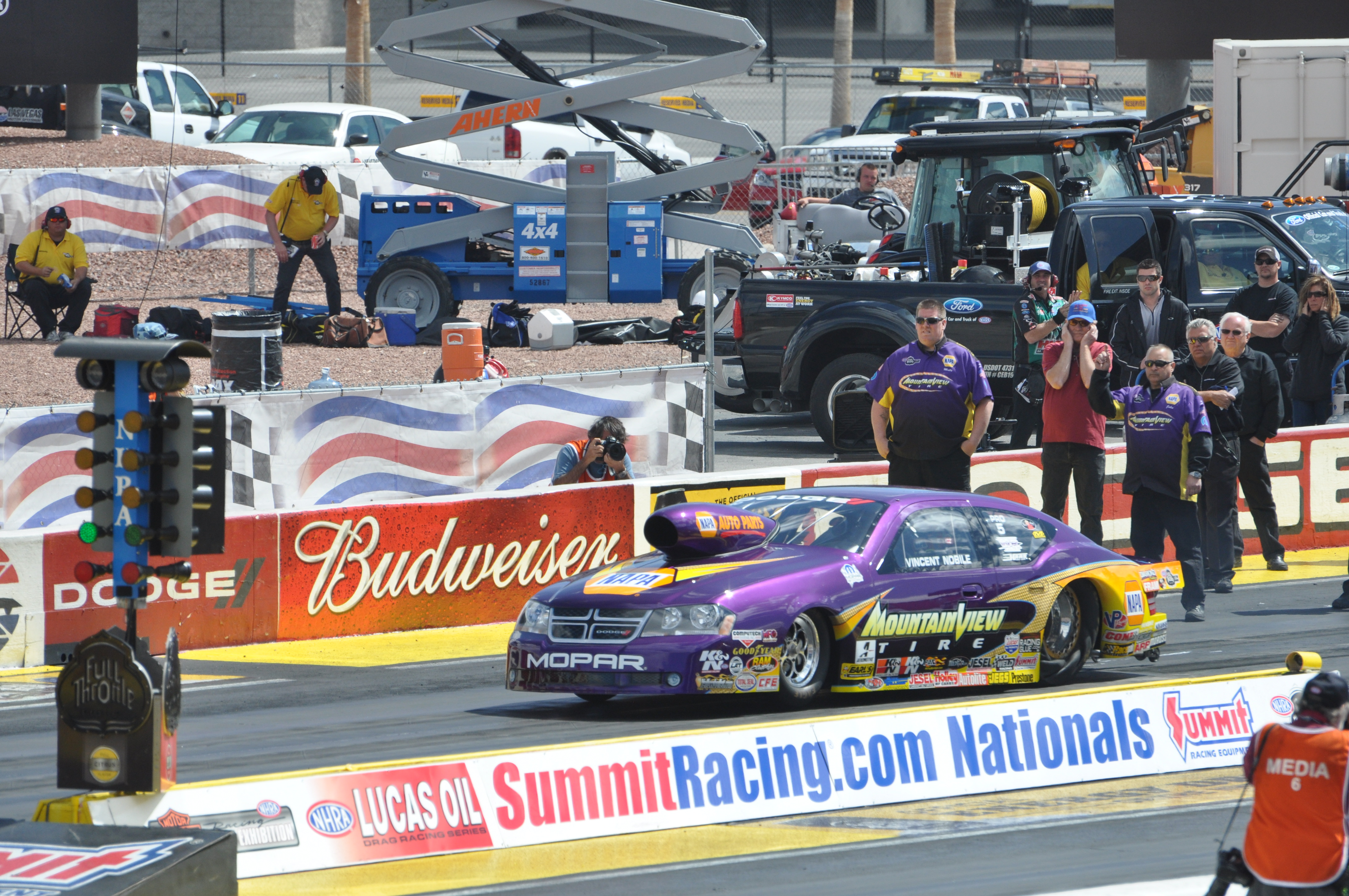
Pro Stock

- Junior Dragster - Deze klasse is bedoeld voor de leeftijdscategorie van 8 jaar tot en met 17 jaar. Binnen deze klassen vallen drie categorieën, die leeftijd gebonden zijn. Alle voertuigen hebben hetzelfde chassis en motor. Juist door de vele mogelijkheden met bodywerk en brandstof verkrijgt men de diversiteit in de klasse. Deze klasse is zeer populair en is groeiende in Nederland.
- Sportsman ET - Klasse bestemd voor straatauto's waarbij men zelf de index moet bepalen (langzamer dan 12). Raceslicks zijn toegestaan in deze klasse, maar uitsluitend te gebruiken met aftermarketassen in verband met de krachten die vrijkomen.
- Pro ET - Verschillende soorten voertuigen waarbij men zelf de index moet bepalen (van 8,99 tot 11,99).
- Super Pro ET - Alle soorten voertuigen zijn toegestaan. Het grote verschil met de klasse Competition Eliminator is dat men zelf de index moet bepalen (van 6,00 tot 8,99).
- Super Street Car - Klasse eveneens bestemd voor straatauto's, maar de mogelijkheden om te veranderen zijn aanwezig. Het moet wel gaan om duidelijk originele versies van voertuigen. Men mag in deze klasse met gebouwde frames komen, maar de carrosserie moet origineel zijn. In de klasse komen lichte en zware voertuigen voor. De vaste index van deze klasse is 10,90 s en langzamer over 400 meter: Alle voertuigen dienen dan ook zo dicht mogelijk deze index te benaderen, maar er onder komen is absoluut niet goed.
- Super Gas - Klasse bestemd voor doorontwikkelde auto's. In deze klasse mogen uitsluitend zogenaamde 'deurenauto's' verschijnen. De index in deze klasse is 9,90 s en langzamer: Veel technologie is nodig om het voertuig uit stilstaande start naar de finishlijn te brengen in de maximale index tijd. De belangstelling voor deze klasse is bijzonder hoog. In een aantal jaren is de klasse uitgegroeid tot de populairste categorie.
- Super Comp - Klasse heeft een index van 8,90 s en langzamer. In deze klasse komen alle soorten voertuigen voor. Voertuigen met deuren, maar ook Dragsters, Altereds en Funny Cars mogen deelnemen aan deze klasse. Gezien de potentie van de klasse dienen voldoende technologieën aanwezig te zijn in het voertuig.
- Competition Eliminator - Een klasse die bestaat uit 45 categorieën. De categorieën zijn gebaseerd op gewicht/inhoud verhouding. Omdat Dragsters lichter zijn dan andere voertuigen, zijn de Dragsters apart opgenomen met eigen index tijden. Deze klasse kent vaste indextijden, die men dus niet zelf kan bepalen. Zij zijn opgenomen in een tabel en kunnen door middel van een bepaald systeem wijzigen. De voertuigen kunnen wel zeer sterk van elkaar verschillen, maar toch tegen elkaar uitkomen. Van lichte dragsters tot zeer zware deurenauto's komen tegen elkaar uit.
- Pro Stock - Deze klasse heeft specifieke regels over de motor, de carrosserie etc. De tijden liggen boven de 6 s. In deze klasse begint het afleidingsspel bij de 'christmastree'. Dit is een professionele kampioenschapsklasse van de FIA.
- Pro Modified - Deze klasse heeft specifieke regels(minder dan Pro Stock) over de motor, de onderdelen, de carrosserie etc. De tijden liggen rond de 6 s met snelheden rond de 375 km/uur op de 1/4 mijl. Dit is een professionele kampioenschapsklasse van de FIA.
- Top Methanol Funny Car - Deze klasse heeft specifieke regels over vooral de motor. Dit type dragster heeft de motor voor de berijder. De 'neppe'carbon-fiber carrosserievormen zorgen voor de aerodynamica. De tijden liggen rond de 5 s en 470 km/uur. Dit is een professionele kampioenschapsklasse van de FIA. (ook wel een 'flopper'genoemd)
- Top Methanol Dragster - Deze klasse is iets sneller dan de TMFC. Dit type dragster heeft de motor achter de berijder. Dit is een professionele kampioenschapsklasse van de FIA.
- Top Fuel Dragster - De snelste klasse in het dragracen. Dit type dragster heeft de motor achter de berijder.(ook wel 'Digger' genoemd) De tijden liggen rond de 4,5 s en meer dan 500 km/u. Dit is een professionele kampioenschapsklasse van de FIA.

## Termen uit de dragrace

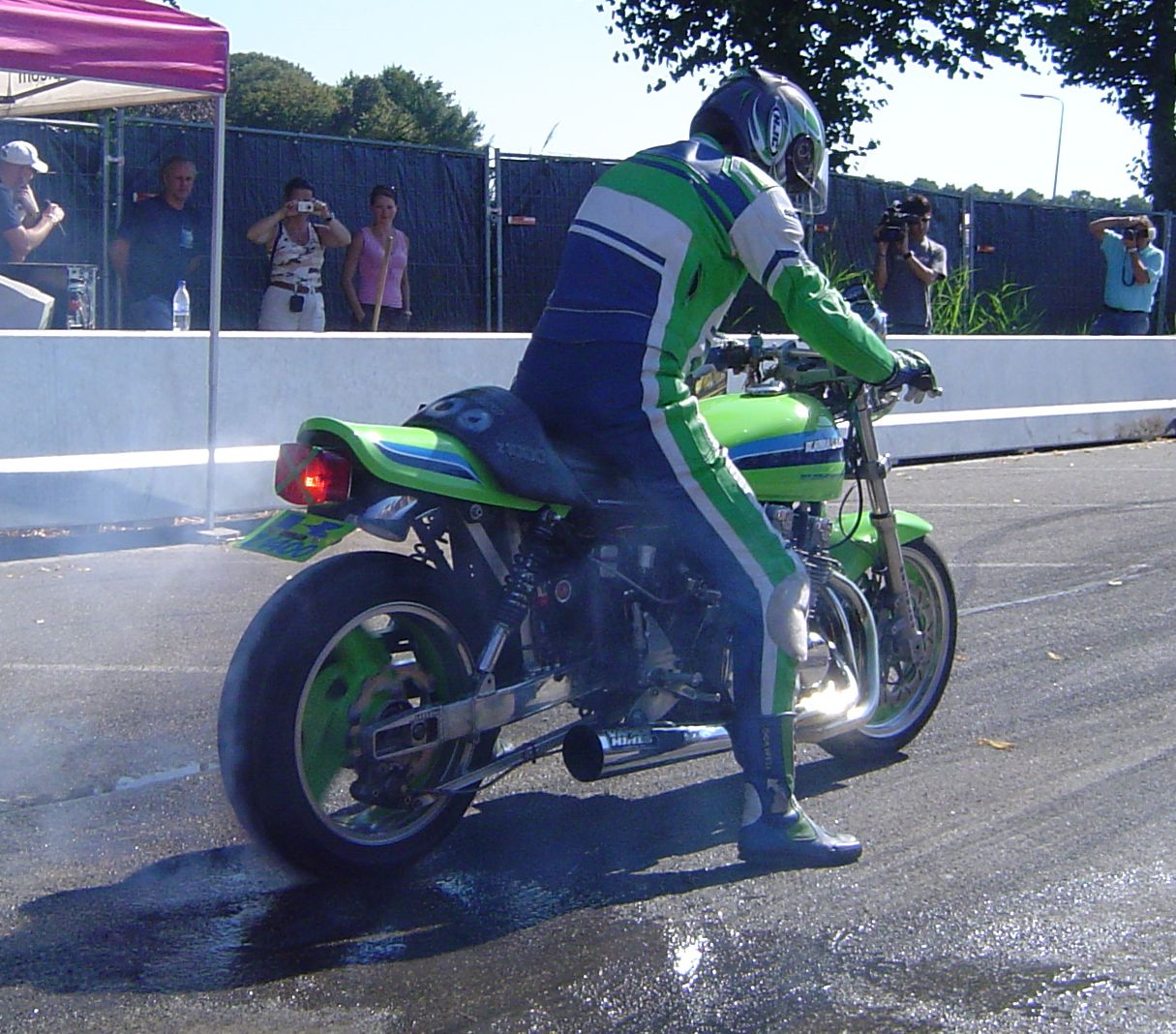
Een burn out tijdens een motorsprint. Omdat het hier een demonstratie betreft wordt deze - voor de extra rookontwikkeling - in een waterplas uitgevoerd

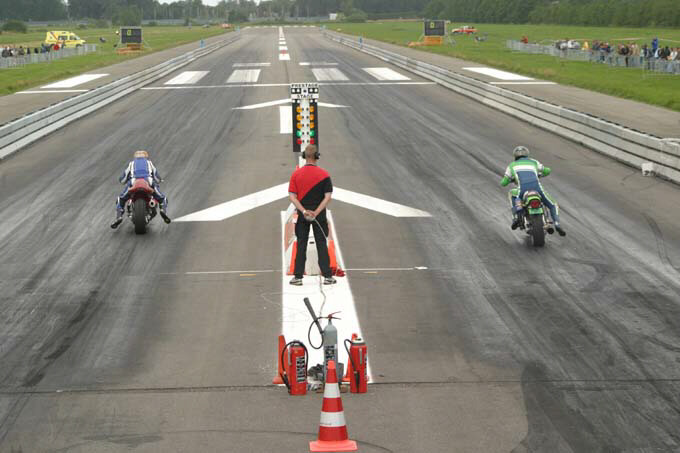
Kerstboom en stripmaster bij de start van een race in de Ultimate Streetbike (USB)-klasse

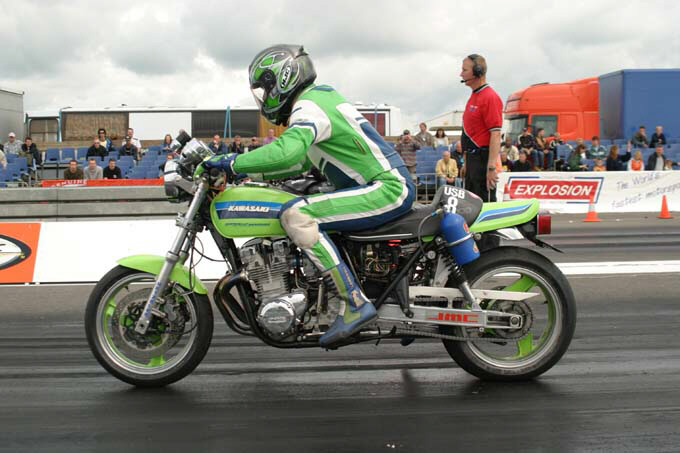
De blauwe fles boven het achterwiel bevat het lachgas. Voor de laars van de rijder is de bedieningscilinder van de airshifter te zien. De rijder is Xavier Rincker, Nederlands kampioen Ultimate Street Bike in 2002 op een Kawasaki uit 1977.

- Airshifter: Pneumatisch schakelmechanisme. Het opschakelen gebeurt door middel van een knop op het stuur.
- Blower: Engelse benaming voor de mechanische luchtcompressor.
- Breakout: Een run bij een dragrace waarbij onder de index gereden wordt.
- Bunny Ears: Vlammen uit de uitlaat van dragsters die ontstaat door het rijke mengsel dat in de uitlaat vlam vat, meestal zijn deze vlammen alleen te zien in het donker of bij schemering.
- Burn out: Manier om de achterband van een sprint of dragrace motor op te warmen. De voorrem wordt vastgehouden en de achterband spint tot de juiste temperatuur is bereikt. Zie ook rolling burn out.
- Bye run: Rit bij dragrace waarbij een deelnemer zijn run alleen rijdt.
- C14, C16: Benzine met een octaangetal van 114 of 116. Deze benzine is geschikt voor motoren met een zeer hoge compressieverhouding.
- Christmas Tree: zie kerstboom
- Dope: (doop): Toevoeging, bijvoorbeeld in brandstof of smeerolie. Voorbeelden: viscositeitsverbeteraar, anti-oxidant, stolpuntverlager, oktaanbooster. Bij dragraces wordt methylalcohol (brandstof) wel dope genoemd, omdat het brandbaarder is dan benzine.
- Drag bar: Vlak stuur, gebruikt in dragraces. Drag bars worden met risers (verhogers) ook op choppers gebruikt. Ook wel flat bar of flat handle genoemd.
- Drag pipes: Open uitlaten die veelal op HD customs worden toegepast. Oorspronkelijk alleen gebruikt bij dragraces.
- Dragstrip: Baan waarop dragraces worden gehouden. De minimaal vereiste breedte is 12 meter.
- Eindsnelheid: De gemeten snelheid van een dragracer aan het einde van een run.
- E. T.: (Elapsed Time) De tijd die een dragracer nodig heeft van start tot finish.
- Fire Burn out: Om spectaculaire foto's van een dragracer of sprinter te maken wordt de rolling burn out weleens in een plas benzine gemengd met traction compound uitgevoerd, die door het spinnende achterwiel wordt ontstoken, waardoor de motor vanuit een vuurzee vertrekt. Het liefst wordt (voor de veiligheid) gestart tussen twee plassen benzine of vanuit een hoefijzervormige plas om de motor heen. Het is wel zaak op tijd te vertrekken omdat het vuur de zuurstof verbruikt. Zie ook burn out.
- Fueler: Dragster uit de Top-Fuel-klasse.
- Funny bike: "Aangeklede" dragbike, die door toepassing van een dummy koplamp en tank wat meer op een normale motorfiets lijkt. Afgeleid van de funny cars, vierwielige dragsters met een kunststof carrosserie.
- Gasser: Dragracer die op benzine rijdt.
- Hole-shot: Wanneer een rijder door middel van een snellere reactietijd wint van een snellere E.T..
- Index: De streef tijdslimiet in een dragraceklasse. Deze index dient om iedereen gelijke kansen te geven en zodoende wedstrijden spannender te maken. Een tijd onder de index telt niet, bij een dragrace wordt de tegenstander dan als winnaar aangewezen, tenzij deze een nog snellere tijd reed.
- Kerstboom: Startlichtinstallatie bij dragrace, waarbij van veel kleuren lichten gebruik wordt gemaakt om pre-stage, stage en de start aan te geven.
- Lachgas: Chemisch: N2O. Dit gas wordt (meestal bij dragrace en sprint) toegevoegd aan de brandstof, wat een extra vermogenswinst van 25% tot 75% kan opleveren. De brandstof mag alleen benzine of methanol zijn, dus absoluut geen nitromethaan (boem!). Meestal wordt gebruikgemaakt van injectiesystemen. Bij straatmotoren wordt het lachgas samen met extra benzine direct in de inlaatkanalen ingespoten. Het normale aanzuigsysteem via de carburateurs blijft gehandhaafd. Het extra benzine-lachgassysteem kan uitgeschakeld worden.
- Nitromethaan: Chemisch: CH3NO2. Nitromethaan wordt meestal (bijna altijd) gemengd met methanol vanwege het koelende effect en het onderdrukken van het pingelen. Met nitromethaan zijn zeer hoge specifieke vermogens te behalen: tot 750 pk per 1000 cc motorinhoud (1996) bij 90-95% nitromethaan. Het wordt wel als de enige echte dragracebrandstof beschouwd: “Gas (benzine) is for washing parts, Alcohol (ethanol) is for drinking, Nitro is for racing”.
- Oil-Down: De term Oil-Down komt van het kwijtraken van olie op de baan tijdens een run, meestal wordt de race dan stilgelegd om de baan schoon te maken.
- Rolling burn out: Manier om de achterband van een sprint of dragrace motor op te warmen. De achterband spint terwijl het voorwiel zodanig wordt beremd dat de motor langzaam vooruit gaat. Sommige rijders weten de rolling burn out tot een ware kunst te verheffen. Zie ook burn out en fire burn out.
- Run: De rit bij een dragrace, over een afstand van 1/4 of 1/8 mijl. Het woord wordt ook in ander verband gebruikt om het afleggen van een bepaalde afstand aan te duiden, bijvoorbeeld chicken run, Jumbo run, pokerrun, record run.
- Sap: Brandstof. De benaming wordt het meest gebruikt door sprinters en dragracers, die hun sap (nitromethaan/methanol) zelf moeten mengen. In het Verenigd Koninkrijk wordt de naam juice eveneens voor brandstof gebruikt, maar in de VS staat juice voor hydraulische vloeistof.
- Screwblower: Compressor die tegenwoordig bij sprint en dragracers wel wordt toegepast ter vervanging van de Roots-compressor. De screwblower heeft door de constructie met een spiraalvormige luchtpomp geen last van pulserende luchtstromen.
- Seven: Zeven seconden run bij sprint of dragrace over de kwart mijl. De eerste seven (op 2 wielen) werd gereden door Russ Collins met een twaalfcilinder 3300 cc Honda triple: 7,861 seconden (1975). De eerste Europese seven was voor Henk Vink (Kawasaki 2400 cc dubbelblokker, 7,802 s, Drachten 1980). De eerste Pro-Stock Seven was voor Terry Vance (Suzuki GSX, Texas Motorplex dragstrip 1987, 7,99 s).
- Slider clutch: Automatische centrifugaalkoppeling, die veel bij dragrace en sprint wordt gebruikt. Door het verhogen van het toerental worden steeds meer kleine gewichten naar buiten gedrukt waardoor de koppeling geleidelijk aangrijpt.
- Stage: Fase vlak voor de start van een dragrace. Een aantal fotocellen langs de baan geven een signaal aan de kerstboom als het voertuig naar voren rijdt. Eerst passeert men de pre-stage-fase, daarna komt men in stage. Hier moet men stilstaan omdat tenslotte met staande start vertrokken wordt. Zowel pre-stage als stage worden aangegeven met een stel witte lampen. Als tijdens het stagen het voertuig de pre-stage-lampen voorbij rijdt staat het voertuig in deep-stage. Dit wordt gezien als een voordeel omdat het voertuig enigszins minder afstand hoeft af te leggen. Als beide rijders in stage staan volgt de startprocedure: 3 gele lampen flitsen van boven naar beneden aan en daarna volgt het groene startlicht. Passeert een rijder de laatste fotocel voordat het groene licht brandt dan volgt diskwalificatie wat wordt aangegeven met een rood licht.
- Startrol: Rol waar een dragrace-motor met het achterwiel op wordt geplaatst om hem zodoende te starten. De rol kan eenvoudig worden aangedreven door er een aangedreven autowiel op te zetten. Werd tot 1990 voornamelijk gebruikt bij sprint en dragrace. Tegenwoordig is een externe startmotor (die op een krukas-einde wordt gezet) verplicht, bij streetbike een normale startmotor. Moto-GP racers worden soms nog wel met een startrol onder het achterwiel gestart. De startrol wordt dan door een benzinemotortje aangedreven.
- Stripmaster: De persoon die bij een dragrace aangeeft wanneer de rijders kunnen starten en die de startprocedure (pre-stage, stage en start) in gang zet.
- Supercharger: Andere naam voor Blower.
- Tireshake: Term uit dragracen. Een tireshake ontstaat doordat de achterband tijdens een run ovaal wordt. Dat kan omdat er met een zeer lage (0,3~0,6 bar) bandenspanning gereden wordt. De band moet door de centrifugaalkracht rond worden. Een tireshake veroorzaakt wazig zicht en misselijkheid en kan zelfs tot een hersenschudding leiden. Enige remedie: van het gas af gaan.
- Traction compound: Kleverige vloeistof die gebruikt wordt om de grip te verhogen bij dragraces. Tegenwoordig wordt de chemische substantie "VHT TrackBite" gebruikt op vrijwel alle professionele dragstrips,
- Triple: eigenlijk een driecilinder, maar bij dragrace en sprint is een triple een machine met drie motorblokken.
- Up in Smoke: Beschrijft een situatie tijdens een acceleratie-run waarbij een voertuig de tractie op de baan verliest en de achterband(en) gaan 'spinnen'.